# أبو اليسر عابدين
محمد أبو اليسر عابدين (1307- 1401 هـ/ 1889- 1981 م) من علماء الشريعة الإسلامية، المفتي العام في الجمهورية العربية السورية، جمع بين العلم الشرعي وعمله في الطب.

محمد أبو اليسر عابدين في شبابه

## ولادته ونسبه وسيرته
ولد الشيخ الدكتور محمد أبو اليسر بن محمد أبي الخير بن أحمد بن عبد الغني بن عمر بن عبد العزيز بن أحمد بن عبد الرحيم بن نجم الدين بن محمد صلاح الدين الشهير بعابدين، في حي سوق حي ساروجة بالعمارة بدمشق، في عام 1307هـ - 1889م، وتعلم القراءة والكتابة في مدرسة جامع الشامية في حي ساروجة بدمشق، الذي كان يشرف عليه عمه الصلبي الشيخ راغب عابدين، ثم أخذ علوم الفقه والحديث واللغة والمعقول عن والده الشيخ أبي الخير وكبار علماء دمشق، ومنهم: الشيخ بدر الدين الحسني، والشيخ سليم سماره، والشيخ أمين سويد، وأجازه كل من أخذ عنه إجازة سماع ورواية إلى صاحب المذهب والكتب التي قرأها عليهم، وكان أكثر انتفاعاً ولده خاصة بالفقه والنحو، وعُين بعدها مفتياً للشام - سورية ولبنان والأردن وفلسطين -، وقلدته الحكومة العثمانية أعلى المراتب العلمية «رتبة استنابول»، ويعود نسب اسرته إلى نسب الحسين رضي الله عنه.
وحين تولى الأمير فيصل بن الحسين مدينة دمشق، بويع ليكون ملكاً على سورية، فبايعه الشيخ أبو الخير، وقال له: «أيها الأمير ! إن لكل أمير بطانتين، بطانة تزين له الحق وتحضه عليه وبطانة تزين له الباطل وتحضه عليه، فعليك ببطانة الخير !!». وقد اعتبر ممن حضر أن هذا تعريض به، فحث الأمير فيصل، وأقصى الشيخ أبو الخير عن الإفتاء سنة 1919، وبعد انتهاء حكم الملك فيصل عُين الشيخ أبو الخير مميزاً للأحكام التي تصدر عن المحاكم.

## من تلاميذه
من أشهر تلاميذه الشيخ سعيد الأفغاني، والشيخ علي الطنطاوي، والشيخ إبراهيم اليعقوبي، والشيخ محمد كريم راجح، والشيخ وهبي سليمان غاوجي، والشيخ أديب الكلاس، والشيخ نزار الخطيب، والشيخ بشير الباري، والشيخ عدنان الشماع، وولده الشيخ محمد عزيز عابدين، والحاجة إنعام الحمصي، والحاجة إلهام برنجكجي، والحاجة درية العيطة، وغيرهم من علماء الشام.

## التصوف عند الشيخ
```
دأب أهله منذ الصغر على تحصيله وإمتاعه بجلسات ذكر لله عز وجل، في خصوصية وقدسية تنالها هذه الجلسات، والتي يمكن أن نسميها بالتصوف أو العمل للوصول إلى مرتبة الإحسان، التي أخبرنا رسول الله 
ﷺ
 عنها فقال: (أن تعبد الله كأنك تراه فإن لم تكن تراه فإنه يراك)، فقد أخذ من والده الشيخ أبي الخير عابدين، 
الطريقة النقشبندية
، وعندما تخرج عام 1345هـ - 1926م، نال التعادل الكولكيوم / الفرنسية، وقد برع وأتقن اللغة الفرنسية والتركية، وتعلم الفارسية الفصحى، فحفظ من شعرها ما يقارب ألف بيت.
```

## وظائفه ومناصبه
- مارس مهنة الطب ثلاثين عاماً بعد التخرج.
- عُين مدرساً لمادة الشريعة الإسلامية في كلية الحقوق عندما كان تلميذ يدرس الطب.
- كلف بإلقاء محاضرات بالأحوال الشخصية، وأصول الفقه، ومحاضرات في كلية الشريعة.
- أسهم في تأسيس كلية الشريعة، في حي العمارة الدمشقي وكان عميدها عندما كان مديرها الشيخ حسن الشطي.
- مفتياً عاماً للجمهورية العربية السورية 1952.
- ثم أنتخب فأصبح مفتياً أصيلاً بتاريخ 1954 - 1961.
- أعيد للإفتاء بمرسوم 121 في أكتوبر 1961 - 1963 ثم أحيل للتقاعد.
- خطيب ومدرس في جامع برسباي المعروف بجامع الورد (وبقي كذلك إلى حين وفاته).

## أعماله الوطنية
- شارك في شبابه بالثورة الســـورية الكبرى 1925م،
- تبرع بدمه عند الحاجة إلى ذلك، وشارك بحمل السلاح عند نكبة فلسطين عام 1948 م.
- رئيس لجنة التسلح أيام العدوان الثلاثي على مصر عام 1956م.
- رئيس جمعية الفقراء في حي ساروجة بالعمارة.

## مؤلفاته
- أغاليط المؤرخين.
- لم سمي.
- رسالة في القراءة والقراءات.
- رسالة الأوراد.
- أصول الفقه.
- كتاب الفرائض.
- أحكام الوصايا.
- إرشادات الأنام إلى أحكام الصيام.
- أكاذيب مسيلمة الكذاب.
- مختصر أحكام الزواج.
- لفوائد الجليه لأرباب النفوس العلية.
- الهداية السنية في حكايات الصوفية.
- عمدة المفتين في فتاوى ابن عابدين.
- محاضرات في علم الأحوال.
- الإيجاز في آيات الإعجاز.
- قطوف دانية من شجرة الحكم العالية.
- الأعداد من القرآن والأحاديث للأخبار.
- الصيام بين الشريعة والطب.
- الخطب المنبرية.
- البداهة في النباهة.
- المعمرون.
- الأوراد الدائمة.

## وفاته
بقي الشيخ في التدريس، والإمامة إلى أن أدركته الشيخوخة وهزل جسمه وضعف بصره، وتناولته الأوجاع، لزم بيته إلى يوم وفاته يوم الثلاثاء 8 رجب عام 1401 ھ، 2 أيار 1981م. حيث صُلّي عليه بجامع الورد، ودُفِن بمقبرة الباب الصغير وفي قبر والده .